# 鱼肚脯竹
鱼肚脯竹（学名：Bambusa gibboides）为禾本科簕竹属下的一个种。

## 扩展阅读
- 維基物種上的相關：鱼肚脯竹